# 越前和紙の里美術館
越前和紙の里美術館（えちぜんわしのさとびじゅつかん）は、福井県越前市新在家町の「和紙の里」にある越前和紙を使ったアート作品を展示する美術館。
おもに東山魁夷の版画作品をはじめ、越前和紙にゆかりのある現代作家の作品を展示している。
建物は旧福井銀行岡本支店を活用しており、第２展示室（旧会議室）では、東山作「濤声」の版画をオーシャンビューのようにじっくりと味わうことができる。

## 概要
- 開館式
  - 2023年7月22日に開館。開館式には越前市長山田賢一や伝統工芸アイドル「さくらいと」が出席した[4][5]。テープカットには、越前市岡本小学校の生徒も参加した。
  - 開館記念展において第3展示室ではアダチ版画研究所[6]による復刻浮世絵や現代作家の木版画作品を展示している（～2023年9月18日迄）。
- 姉妹館として、福井駅徒歩3分の位置に「越前ふくい美術館」がある。

## 美術館のコンセプト
長い歴史と伝統をもつ越前和紙は、現在世界中のアーティストたちに利用されている。特に岩野市兵衛氏が漉く越前生漉奉書紙は、耐久性と保存性を備えるため、東山魁夷作「緑響く」の木版画をはじめ、世界で活躍しているアーティストが版画用の紙として使っている。この美術館は、越前和紙の産地である今立・五箇地区を100年間支えた福井銀行岡本支店の建物を再利用し、越前和紙を使ったアートを展示することで「越前和紙の素晴らしさ」を発信することを目的としている。
展示室は3つに分かれており、展示室1と3は展示替えが行われ、展示室2（旧会議室）は、常設展示である。
- 展示室1　明治期以降の日本画の発展に貢献した越前和紙に着目しながら、東山魁夷の版画作品をテーマに沿って展示している。魁夷執筆の文章や関連する音楽を通して鑑賞できることが特徴である。
- 展示室2　越前和紙である雲肌麻紙に描いた唐招提寺障壁画に関連した版画作品を展示している。会議室をそのまま利用している。
- 展示室3　藤田嗣治をはじめ越前和紙にゆかりのある人の作品や世界で活躍している越前和紙を使った美術家の作品展示している[8]。この展示室は越前和紙を使った作家を対象にした貸出しが無料で行われている。

## 建物について
建物は福井銀行岡本支店を再利用している。
- 外装は銀行時代のまま利用されており、前庭などは外装のタイルに合わせて花壇が作られており、和紙の原料であるミツマタや東山魁夷がよく作品に描いたリンデンバウムや白樺の木が植樹されている[9][10]。
- 美術館の看板の他に、内装や家具も青を基調とした色が使われている。
- 銀行時代には設置されていなかった、エレベーターや多目的トイレなどは新たに設置されている。

## 展示室について
- 1Fの展示室には1人掛け用のソファが設置され、じっくりと作品を鑑賞できる[11]。
- 2Fの第2展示室は銀行時代の会議室をそのまま利用している。壁一面には魁夷作「濤声」の版画作品が展示されており、外の風景を眺めるかのようにじっくりと腰掛けて鑑賞できるようにされている[12]。

## 収蔵品一覧
越前和紙が使われた美術品を所蔵している。主に東山魁夷による版画作品や、越前和紙にゆかりのある藤田嗣治や現代作家の作品を収蔵する。
- 東山魁夷の版画作品
  - 「緑響く」越前生漉奉書紙使用
  - 「漁村」越前生漉奉書紙使用
  - 「道」
  - 「残照」
  - 「緑の詩」
  - 「濤声」
  - 『京洛春秋』シリーズ　越前生漉奉書紙使用　など
- 東山魁夷 肉筆画
  - 「清風」
  - 「雨降る池」他
- その他
  - 藤田嗣治「少女」版画
  - ロッカクアヤコ「無題2」越前生漉奉書紙使用

## 利用案内
- 開館時間：9：30 - 17:00（最終入館16:30迄）
- 閉館日：火曜日（祝日開館）、年末年始
- 入館料金
  - 共通券900円（団体700円）
    - 「和紙の里」にある「紙の文化博物館」、「卯立の工芸館」との共通入館券。

  - 美術館のみ　600円（団体500円）
  - 団体料金は15名から（要予約）[2]
  - 高校生以下　無料

## 所在地
- 福井県越前市新在家町11-13

## 交通アクセス
- 公共機関
  - ハピラインふくい 武生駅（または福井鉄道たけふ新駅）より福井鉄道バス「和紙の里」で下車。徒歩3分

- 車
  - 武生ICから車で10分[13]